# Mattias Liljestrand
Mattias Jesper Liljestrand, född 31 augusti 1989 i Farsta, är en svensk fotbollsspelare.

## Karriär

### FoC Farsta
Liljestrands moderklubb är FoC Farsta. Han spelade 17 matcher för klubben i Division 3 Södra Svealand 2008. Säsongen 2009 spelade Liljestrand 16 matcher och gjorde två mål. Klubben slutade den säsongen på första plats och blev uppflyttade till Division 2 Södra Svealand. Säsongen 2010 spelade Liljestrand 19 matcher och säsongen 2011 spelade han 20 matcher och gjorde två mål.

### Spårvägens FF
Inför säsongen 2012 gick Liljestrand till Spårvägens FF. Han spelade 19 matcher för klubben i Division 2 Norra Svealand 2012. Säsongen 2013 spelade Liljestrand 19 matcher och gjorde fyra mål.

### Huddinge IF
I december 2013 värvades Liljestrand till division 1-klubben Huddinge IF. Liljestrand debuterade den 21 april 2014 i en 1–0-vinst över Skellefteå FF. Totalt spelade han 21 ligamatcher under säsongen 2014. Liljestrand spelade även två matcher i Svenska cupen, mot Konyaspor KIF och Åtvidabergs FF. I matchen mot Åtvidaberg gjorde Liljestrand mål i den 90:e minuten, vilket tog matchen vidare till straffar. Även i straffsparksläggningen gjorde han det avgörande målet då Huddinge vann med sammanlagt 7–6 och tog sig vidare till gruppspelet.

### Syrianska FC
Den 25 november 2014 värvades Liljestrand av Syrianska FC, där han skrev på ett treårskontrakt. Liljestrand debuterade för klubben den 28 februari 2015 i en 3–0-förlust mot Halmstads BK i Svenska cupen 2014/2015. Han spelade även i de övriga två gruppspelsmatcherna mot Helsingborgs IF och Västerås SK då Syrianska slutade på tredje plats i sin grupp. Liljestrand debuterade i Superettan den 6 april 2015 i en 0–0-match mot IK Sirius. Han spelade totalt 28 ligamatcher och gjorde ett mål säsongen 2015. Målet gjorde Liljestrand den 20 maj 2015 i en 3–1-vinst över IK Frej. Under säsongen spelade han även en match mot Härnösands FF (3–1-vinst) i den andra omgången av Svenska cupen 2015/2016.
Säsongen 2016 spelade Liljestrand 25 ligamatcher och gjorde ett mål. Målet gjorde han den 26 september 2016 i en 1–0-vinst över Ängelholms FF. Syrianska slutade på 13:e plats i Superettan och fick spela nedflyttningskval mot Vasalunds IF. Klubben fick stanna kvar i Superettan efter att ha vunnit dubbelmötet med sammanlagt 5–1. Liljestrand spelade i båda kvalmatcherna. Under säsongen spelade han även tre gruppspelsmatcher i Svenska cupen, mot Hammarby IF, Djurgårdens IF och Ljungskile SK.
Säsongen 2017 spelade Liljestrand 20 ligamatcher och gjorde ett mål. Målet gjorde han den 10 april 2017 i en 2–1-förlust mot Östers IF. Liljestrand spelade även en match i den andra omgången av Svenska cupen mot Sollentuna FK (2–1-vinst). Syrianska blev dock nedflyttade från Superettan 2017 och efter säsongen lämnade Liljestrand klubben.

### IK Brage
Den 12 december 2017 värvades Liljestrand av IK Brage, där han skrev på ett tvåårskontrakt. Liljestrand debuterade för klubben den 31 mars 2018 i en 0–0-match mot AFC Eskilstuna. I augusti 2017 förlängde han sitt kontrakt fram över säsongen 2021.

### Falu BS
Den 18 juli 2022 värvades Liljestrand av Falu BS Fotboll, där han nådde ett avtal som skulle sträcka sig över återstoden delen av säsongen 2022 och hela säsongen 2023.

## Karriärstatistik
| Klubb              | Säsong             | Liga                      | Liga    | Liga | Svenska cupen | Svenska cupen | Övrigt  | Övrigt | Totalt  | Totalt |
| Klubb              | Säsong             | Division                  | Matcher | Mål  | Matcher       | Mål           | Matcher | Mål    | Matcher | Mål    |
| ------------------ | ------------------ | ------------------------- | ------- | ---- | ------------- | ------------- | ------- | ------ | ------- | ------ |
| FoC Farsta         | 2008               | Division 3 Södra Svealand | 17      | 0    | 0             | 0             | —       | —      | 17      | 0      |
| FoC Farsta         | 2009               | Division 3 Södra Svealand | 16      | 2    | 0             | 0             | —       | —      | 16      | 2      |
| FoC Farsta         | 2010               | Division 2 Södra Svealand | 19      | 0    | 0             | 0             | —       | —      | 19      | 0      |
| FoC Farsta         | 2011               | Division 2 Södra Svealand | 20      | 2    | 0             | 0             | —       | —      | 20      | 2      |
| FoC Farsta         | Totalt             | Totalt                    | 72      | 4    | 0             | 0             | —       | —      | 72      | 4      |
| Spårvägens FF      | 2012               | Division 2 Norra Svealand | 19      | 0    | 0             | 0             | —       | —      | 19      | 0      |
| Spårvägens FF      | 2013               | Division 2 Södra Svealand | 19      | 4    | 0             | 0             | —       | —      | 19      | 4      |
| Spårvägens FF      | Totalt             | Totalt                    | 38      | 4    | 0             | 0             | —       | —      | 38      | 4      |
| Huddinge IF        | 2014               | Division 1 Norra          | 21      | 0    | 2             | 1             | —       | —      | 23      | 1      |
| Syrianska FC       | 2015               | Superettan                | 28      | 1    | 4             | 1             | —       | —      | 32      | 2      |
| Syrianska FC       | 2016               | Superettan                | 25      | 1    | 3             | 0             | 2       | 0      | 30      | 1      |
| Syrianska FC       | 2017               | Superettan                | 21      | 1    | 1             | 0             | —       | —      | 22      | 1      |
| Syrianska FC       | Totalt             | Totalt                    | 74      | 3    | 8             | 1             | 2       | 0      | 84      | 4      |
| IK Brage           | 2018               | Superettan                | 25      | 1    | 1             | 0             | —       | —      | 26      | 1      |
| IK Brage           | 2019               | Superettan                | 28      | 2    | 3             | 0             | 2       | 0      | 33      | 2      |
| IK Brage           | 2020               | Superettan                | 20      | 0    | 2             | 0             | —       | —      | 22      | 0      |
| IK Brage           | Totalt             | Totalt                    | 73      | 3    | 6             | 0             | 2       | 0      | 81      | 3      |
| Totalt i karriären | Totalt i karriären | Totalt i karriären        | 278     | 14   | 16            | 2             | 4       | 0      | 298     | 16     |

1. ↑  Nedflyttningskvalmatcher i Superettan 2016
2. ↑  Uppflyttningskvalmatcher mot Kalmar FF.[38][39]